# Bythiospeum allingense
Bythiospeum allingense is een slakkensoort uit de familie van de Hydrobiidae. De wetenschappelijke naam van de soort is voor het eerst geldig gepubliceerd in 1877 door Clessin.